# Dieter Brummer

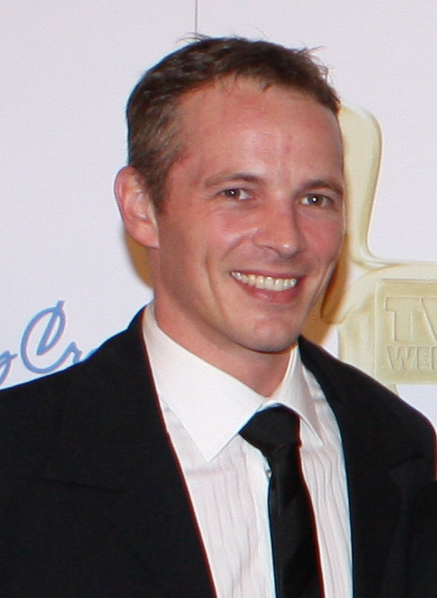
Dieter Brummer, 2011

Dieter Kirk Brummer (* 5. Mai 1976 in Sydney, New South Wales; † vor oder am 24. Juli 2021 in Glenhaven, New South Wales) war ein australischer Schauspieler deutscher Abstammung, dessen aktive Schauspielkarriere von 1992 bis zu seinem Tod im Jahr 2021 währte.
Brummer wurde durch seine Rollen als Shane Parrish in Home and Away (1992 bis 1996) und als Troy Miller in Nachbarn (2011 bis 2012) bekannt.

## Leben
Sein Fernsehdebüt hatte Brummer 1992, im Alter von 15 Jahren, als Shane Parrish in der Fernseh-Seifenoper Home and Away. Für seine Darstellung wurde Brummer 1994 in der Kategorie „Beliebtester Schauspieler“ zweimal für den australischen Publikumspreis Logie Award nominiert, den er dann schließlich in den Jahren 1995 und 1996 gewann.  1993, 1994 und 1995 wurde er zudem von den Lesern des australischen Jugendmagazins Dolly zum „Prince of Soap“ ernannt. Er und seine Home and Away-Kollegin Melissa George, die in der Fernsehserie seine Partnerin Angel Parrish verkörperte, galten als Seifenoper-Traumpaar der frühen 1990er Jahre, auch wenn sie hinter der Kamera nichts verband.
Es folgten Rollen in der Fernsehserie Adrenalin – Notärzte im Einsatz, in Shark Bay sowie 1996 eine Gastrolle in Der Mann von Snowy River. Brummer war ebenso in einigen Filmen und Fernsehfilmen zu sehen, so 1999 in Tom's Funeral und 2001 in The Finder. In der kurzlebigen FOX8-Seifenoper Crash Palace hatte er 2001 eine wiederkehrende Rolle; die Fernsehserie wurde in Europa vom Bezahlfernsehsender Sky One ausgestrahlt.
Im Jahr 2005 nahm er am australischen Reality-TV-Format Celebrity Circus teil. In einem Interview mit dem in Sydney ansässigen Radiosender „2Day FM“ sagte Brummers Mutter im April 2007, dass ihr Sohn „zwischen den Schauspielrollen als Fensterputzer arbeitet“; eine Teilnahme am Format „Where are they now?“ (dt. Was machen sie jetzt?) des Senders lehnte er selbst ab.
2009 spielte er die Rolle des Trevor Haken, einem korrupten Mitglied der New South Wales Police, in der zweiten Staffel der Fernseh-Reihe Underbelly: Underbelly: A Tale of Two Cities. In der dritten Staffel der Serie, Underbelly: The Golden Mile, wurde seine Rolle erweitert und Brummer ein Teil der Hauptbesetzung der Serie. 2011 spielte Brummer für insgesamt sieben Wochen Troy Miller in der Fernsehserie Nachbarn. Am 2. März 2012 wurde bekannt gegeben, dass er in seiner Rolle als Troy auch im Jahr 2012 zu sehen sein würde. 2014 spielte er in fünf Folgen Jason Ross in Winners & Losers.
Am 24. Juli 2021 wurde Brummer tot in seinem Haus in Glenhaven bei Sydney gefunden; es wird von einem Suizid ausgegangen.

## Auszeichnungen und Nominierungen
- 1994: Nominierung für den Goldenen Logie Award für Home and Away[19]
- 1994: Nominierung für den Silbernen Logie Award in der Kategorie Beliebtester Schauspieler für Home and Away[19]
- 1995: Silberner Logie Award in der Kategorie Beliebtester Schauspieler für Home and Away[19]
- 1996: Nominierung für den Goldenen Logie Award für Home and Away[19]
- 1996: Silberner Logie Award in der Kategorie Beliebtester Schauspieler für Home and Away[19]

## Filmografie (Auswahl)

### Fernsehen
- 1992–1996: Home and Away
- 1994: Full Frontal
- 1994: Sky Trackers
- 1996: Adrenalin – Notärzte im Einsatz (Medivac; auch: Adrenalin Junkies)
- 1996: Snowy River (Snowy River: The McGregor Saga)
- 1996: Shark Bay
- 2001: Crash Palace
- 2009: Underbelly – Krieg der Unterwelt (Underbelly: A Tale of Two Cities)
- 2010: Underbelly – Krieg der Unterwelt (Underbelly: The Golden Mile)
- 2011: Rescue: Special Ops
- 2011–2012: Nachbarn
- 2013–2014: Winners & Losers

### Filme
- 1999: Tom's Funeral
- 2001: The Finder (Fernsehfilm)
- 2009: True Crime: A Model Daughter (A Model Daughter: The Killing of Caroline Byrne; Fernsehfilm)
- 2011: Cupid (Kurzfilm)

### Gastauftritte
- 1996: Fully Booked
- 2005: Celebrity Circus
- 2010: 20 to One (Greatest Sports Movies of all Time)
- 2010: Review with Myles Barlow (Wanderlust, Addiction, Cult, Imitation, Hatred, Justice)
- 2010: Inside Film Awards
- 2012: The Jonathan  Ross Show
- 2018: Endless Summer: 30 Years of Home and Away